# Zdeněk Michálek
Zdeněk Michálek (* 10. června 1947) je bývalý český fotbalista, obránce.

## Fotbalová kariéra
V lize hrál za TJ Škoda Plzeň. V lize nastoupil ve 141 utkáních a dal 20 gólů. V Poháru vítězů pohárů nastoupil ve 2 utkáních. Vítěz Českého a finalista Československého poháru 1971.

## Ligová bilance
| Ročník                                     | Zápasy | Góly | Klub           |
| ------------------------------------------ | ------ | ---- | -------------- |
| 1. československá fotbalová liga 1967/1968 | 21     | 3    | TJ Škoda Plzeň |
| 2. československá fotbalová liga 1968/1969 | -      | -    | TJ Škoda Plzeň |
| 2. československá fotbalová liga 1969/1970 | -      | -    | TJ Škoda Plzeň |
| 1. československá fotbalová liga 1970/1971 | 17     | 0    | TJ Škoda Plzeň |
| 2. československá fotbalová liga 1971/1972 | -      | -    | TJ Škoda Plzeň |
| 1. československá fotbalová liga 1972/1973 | 29     | 5    | TJ Škoda Plzeň |
| 1. československá fotbalová liga 1973/1974 | 12     | 1    | TJ Škoda Plzeň |
| 1. československá fotbalová liga 1974/1975 | 28     | 4    | TJ Škoda Plzeň |
| 1. československá fotbalová liga 1975/1976 | 29     | 6    | TJ Škoda Plzeň |
| 1. československá fotbalová liga 1976/1977 | 5      | 0    | TJ Škoda Plzeň |
| CELKEM 1. liga                             | 142    | 18   |                |

## Trenérská kariéra
V lize trénoval FC Viktoria Plzeň, pětkrát s Plzní do ligy postoupil.